# Bruno Covas
Pour les articles homonymes, voir Covas.
Bruno Covas Lopes, né le 7 avril 1980 à Santos et mort le 16 mai 2021 à São Paulo, est un avocat et homme politique brésilien. Membre du Parti de la social-démocratie brésilienne (PSDB), il est maire de São Paulo de 2018 à 2021.

## Biographie

### Jeunesse et formation
Bruno Covas est le petit-fils de Mário Covas, député fédéral, maire de São Paulo, sénateur puis gouverneur de l'État de São Paulo. Il est diplômé de l'université de São Paulo.

### Carrière politique
En 2014, il est élu député fédéral pour l'État de São Paulo. En 2016, il vote en faveur de la destitution de la présidente Dilma Rousseff.
En 2016, il est élu adjoint au maire de São Paulo sur la liste de João Doria. Il lui succède lorsque ce dernier décide d'être candidat pour le poste de gouverneur de l'État de São Paulo.
En 2020, il est candidat à la mairie de São Paulo. Au premier tour, il termine en tête, recevant 32,85 % des voix. Il affronte au second tour Guilherme Boulos, le candidat du PSOL et est élu en obtenant 59,38 % des voix.

### Santé
En juin 2020, il contracte la COVID-19.
Un cancer du système digestif, qui a ensuite affecté les ganglions lymphatiques, le foie et les os, a été diagnostiqué en octobre 2019. Hospitalisé à l'Hospital Sírio-Libanês (en) le 2 mai 2021, il se place en retrait de ses fonctions de maire qui sont exercées par son adjoint Ricardo Nunes à partir du 4 mai. Il est déclaré dans un état irréversible le 15 mai et meurt le lendemain.